# Лифино (Лебединский район)
Лифино (укр. Лифине) — село,
Ворожбянский сельский совет,
Лебединский район,
Сумская область,
Украина.

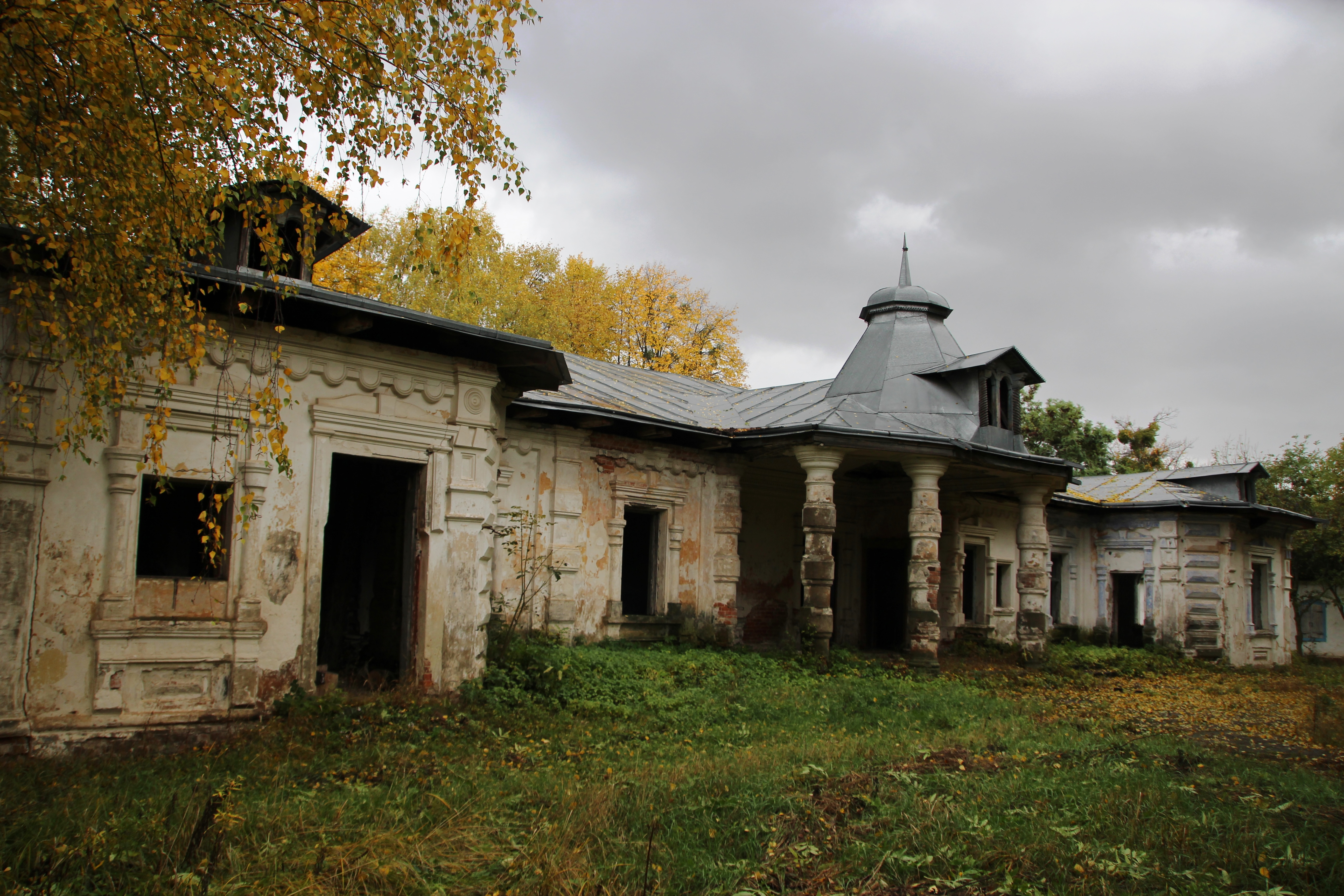
Руины усадьбы помещика Хрущева

Население по переписи 2001 года составляло 50 человек.

## Географическое положение
Село Лифино находится у истоков реки Ворожба.
Примыкает к селу Червоное, в 1,5 км расположены сёла Хильковое и Лободовщина.
Село окружено лесными массивами.